# Intelligence autiste

Les personnes autistes sont généralement plus rapides et précises que les non autistes sur les tests d'intelligence impliquant des matrices progressives de Raven.

L'intelligence autiste est étudiée depuis la fin du XXe siècle. Sa compréhension évolue d'une association quasi-systématique entre l'autisme et la déficience intellectuelle vers une prise en compte de capacités atypiques, différentes de celles de la population non-autiste, ainsi que d'avantages conférés par l'autisme. Cette évolution accompagne un questionnement des limites des tests de quotient intellectuel standard, et une prise en compte de la notion d'intelligences multiples. Le taux de déficience intellectuelle mesuré chez l'ensemble des personnes autistes est extrêmement variable, 25 à 70 % d'après une recension effectuée en 2008, un tiers selon l'INSERM en 2018. 
L'intelligence autiste s'appuie sur la logique et la perception visuelle. Elle peut s'exprimer indépendamment de la maîtrise du langage, avec des compétences globalement supérieures à celles de la population non autiste en matière d'attention visuelle et de perception des détails, mobilisées par exemple en mathématiques. Ces capacités nourrissent la construction sociale et médiatique qu'est la notion d'autisme savant.
Les recherches dans ce champ sont essentiellement menées à l'Université de Montréal (en particulier par Laurent Mottron, Isabelle Soulières et Michelle Dawson), par l'équipe de Simon Baron-Cohen, et plus récemment à l'Université d'Édimbourg. La mesure de l'intelligence autiste semble fortement dépendante de l'échelle psychométrique employée, en fonction de la prise en compte ou non des capacités de langage et de socialisation avec les pairs. Les limites à ces recherches découlent surtout du fait que les personnes diagnostiquées comme autistes avec une déficience intellectuelle soient fréquemment exclues des protocoles de recherche internationaux.
Un militantisme vise à faire reconnaître l'intelligence autiste, à travers des exemples de contributions apportées par des personnes autistes dans divers domaines de recherche, et dans l'art.

## Histoire
Bien que Leo Kanner, découvreur de l'autisme infantile, ait supposé que ses patients disposent d'une bonne intelligence en raison de leurs capacités de mémoire et de rappel de motifs et de séquences, il existe un long passif d'association quasi-systématique entre l'autisme et la déficience intellectuelle, dans les classifications et descriptions médicales. Cette association porte sur la « sévérité de l'autisme » et la « sévérité de la déficience intellectuelle ». 
Par ailleurs, les recherches sur l'autisme et celles sur l'intelligence humaine se sont historiquement développées dans des perspectives séparées, ne se rejoignant que très récemment.
Depuis la fin des années 1990, la vision uniquement déficitaire de l'autisme est contredite par de multiples données qui démontrent au contraire les formes d'intelligence dont peuvent faire preuve ces personnes. 

### Évolution de l'association entre autisme et déficience intellectuelle
Une étude publiée en 1974, sur 115 enfants diagnostiqués comme autistes, conclut que 94 % d'entre eux sont « retardés », correspondant à une mesure de QI sous le seuil de 68.  
Selon une étude publiée en 2001 par le Journal of the American Medical Association, la plupart des personnes autistes ont un handicap mental, hormis les personnes diagnostiquées avec un trouble envahissant du développement non spécifié ou un syndrome d'Asperger. 
Uta Frith identifie des « îlots d'habiletés » chez les enfants autistes qu'elle étudie, notamment dans les aptitudes visuo-spatiales ; d'après Isabelle Soulières, la popularisation de cette expression entraîne une interprétation de l'autisme sous le seul angle d'une déficience ou d'une anormalité, incompatible avec l'expression d'une réelle intelligence. Au début des années 2000, l'autisme est considéré comme entraînant une limitation généralisée des capacités cognitives. Le psychiatre et chercheur franco-québécois Laurent Mottron plaide dans un article paru en 2011 dans la revue Nature pour que l'autisme ne soit plus considéré uniquement sous l'angle déficitaire.
Cette croyance associant l'autisme à une somme de déficits reste largement répandue en 2016,, la perception publique de l'autisme restant celle d'une intelligence limitée.

### Intégration de la notion d'«autisme savant»

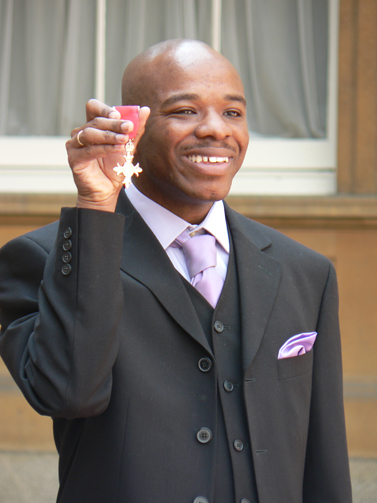
En raison de sa capacité à dessiner des paysages en détail après les avoir vus très peu de temps, Stephen Wiltshire est souvent qualifié d'autiste savant.

L'existence de personnes décrites comme « autistes savants » remet en cause certains savoirs relatifs à l'intelligence, et la définition même des troubles du spectre de l'autisme. L'intégration progressive du syndrome d'Asperger et de l'autisme à haut niveau de fonctionnement permet en effet d'inclure au sein de la notion de troubles envahissants du développement (TED) des personnes répondant aux critères diagnostiques de l'autisme (comportements répétitifs, intérêts restreints), mais capables de maîtriser le langage, et d'exprimer ainsi leur intelligence. Le diagnostic du syndrome d'Asperger exclut en effet les déficiences intellectuelles cliniquement significatives.
Ces anciennes catégories d'autisme sont supprimées depuis 2013, au profit de la notion dimensionnelle de Trouble du spectre de l'autisme (TSA), prenant en compte l'évolution des individus. Cette entité médicale issue d'un consensus international, le TSA, est l'objet de différentes critiques, notamment en raison de son hétérogénéïté. 
Laurent Mottron lui reproche de ne pas prendre en compte une différence potentielle entre l'autisme prototypique et l'autisme syndromique, ce dernier étant associé à une anomalie génétique (typiquement, le syndrome de l'X fragile) et à une déficience intellectuelle dans tous les cas. L'autisme syndromique concerne, d'après lui, environ 10 % des diagnostics de TSA. 
En France, certains psychiatres-psychanalystes rejettent les notions de TSA et de TED, parlant plutôt d'« autismes » au pluriel, et maintiennent une distinction pour l'ancien « syndrome d'Asperger »,, ; il existe par ailleurs une classification française obsolète que certains professionnels de santé revendiquent continuer d'utiliser (en dépit de son absence de reconnaissance par la Haute Autorité de santé), la Classification française des troubles mentaux de l'enfant et de l'adolescent (CFTMEA),.

### Évolution des recherches
L'intelligence autiste est notamment étudiée par Michelle Dawson, Isabelle Soulières et Laurent Mottron, rattachés à l'Université de Montréal, sur des personnes autistes prototypiques. Une étude princeps, publiée en 2007, conclut que l'intelligence des personnes autistes est sous-estimée. La conclusion d'une reproduction de cette étude par une équipe allemande en 2009 propose également d'évaluer l'intelligence des autistes non verbaux avec le test visuel des matrices progressives de Raven. 
En 2009, le Dr R. A. Hoekstra, de l'Université de Groningue, remet en cause avec son équipe l'association populaire entre la notion d'« autisme sévère » et la déficience intellectuelle, notant que « les traits autistiques extrêmes sont modestement liés à la déficience intellectuelle ; cette association est motivée par des problèmes de communication caractéristiques de l'autisme. Bien que cette association soit largement expliquée par des facteurs génétiques, la corrélation génétique entre les traits autistiques et la déficience intellectuelle n'est que modeste ».
En 2013, l'équipe québécoise publie une étude comparant les scores d'enfants autistes non verbaux ou peu verbaux avec ceux d'enfants diagnostiqués avec syndrome d'Asperger (verbaux) : les résultats sur les matrices de Raven sont similaires, mais les mesures sur l'échelle de Wechsler sont significativement meilleures chez les personnes diagnostiquées Asperger non verbaux, ce qui tend à démontrer que l'intelligence des autistes non verbaux est sous-estimée car évaluée par le prisme de la maîtrise du langage,. La même année, une étude menée à l'université Stanford (Californie) conclut à des habilités supérieures en mathématiques chez les enfants autistes par comparaison aux enfants non-autistes, permise par une structure cérébrale différente.
En 2015, l'Université d'Édimbourg publie un communiqué attestant d'un chevauchement entre des gènes associés au potentiel intellectuel, et des gènes associés à l'autisme. La même année, l'équipe néerlandaise de la Pr Nanda Romelse conclut qu'au contraire de la population non-autiste, seule une partie des personnes autistes obtenant de faibles scores aux tests de QI ont un déficit cognitif, et qu'en parallèle, chez les personnes ayant un score de QI plus élevé, les résultats aux mêmes tests sont pires que chez les groupes témoin. D'après Sarah White, chercheuse principale à l'Institut des neurosciences cognitives de l'University College de Londres, cela remet en cause la « conception commune selon laquelle un QI élevé équivaut à un "autisme léger" », indiquant que les personnes autistes avec un QI élevé sont « en fait des cas plus purs d'autisme sans difficultés supplémentaires ».
Une méta-analyse publiée en mars 2019 souligne que les personnes autistes diagnostiquées avec une déficience intellectuelle (DI) sont souvent exclues des protocoles de recherche, 94 % des études analysées ayant été menées sur des personnes sans DI, alors que seules 31 % de ces mêmes études avouent un possible biais de sélection.

## Fonctionnement
La notion d'intelligence est très complexe, puisqu'elle inclut la compréhension, l'apprentissage, la perception, l'évaluation et la planification, entre autres. La nature de l'intelligence autiste semble similaire à celle des personnes non autistes. Une opinion répandue serait pourtant que les manifestations d'intelligence perçues chez des personnes autistes résultent d'un « fonctionnement cérébral anormal ».

### Mémoire
La mémoire des personnes autistes est sélective, et fait appel à leur intelligence. Contrairement à l'hypothèse et l'idée populaire fausse qui ont longtemps prévalu, d'après Laurent Mottron, cette mémoire n'est pas de type « photographique » (eidétique), et ne permet donc pas de retenir toutes les informations visuelles sans restriction. Les cas de mémoire réellement eidétique chez des personnes autistes sont extrêmement rares. Ils semblent résulter d'atteintes cérébrales,.
Josef Schovanec, philosophe et écrivain autiste, décrit sa propre mémoire en insistant sur le choix de ce qu'il retient : « Je suis comme tout le monde, je retiens les choses qui m'intéressent. La différence tient peut-être à ce que je ne m'intéresse pas aux mêmes choses que les autres. […] je retiendrai beaucoup plus facilement tel ou tel aspect grammatical d'une langue captivante […] une grande déception je crois pour ceux qui voudraient que les autistes aient une mémoire extraordinaire ».

### Perception visuelle et attention aux détails
La perception visuelle des personnes autistes pourrait être globalement meilleure que celle des personnes non-autistes, Simon Baron-Cohen ayant conclu avec son équipe que des talents d'hyper-attention aux détails, d'hyper-systémisation, et une hypersensibilité sensorielle, sont caractéristiques des troubles du spectre de l'autisme.
Laurent Mottron et Isabelle Soulière précisent que les compétences en matière de manipulation mentale d'informations visuelles sont plus particulièrement associées aux personnes autistes ne maîtrisant pas ou ayant maîtrisé tardivement le langage, formant une différence voire une opposition avec celles qui ont maîtrisé précocement le langage.

## Difficultés de mesure
Une recension de la littérature scientifique publiée en 2008 montre une grande variabilité dans les taux de déficience intellectuelle mesurés, allant de 25 à 70 %, ce qui reflète la difficulté à mesurer l'intelligence autiste. Laurent Mottron cite des fourchettes de 13 à 84 %. L'INSERM établit en 2018 ce taux de déficience intellectuelle à un tiers des personnes.
Il existe, de plus, des différences de mobilisation d'intelligence entre les personnes autistes ayant un retard ou une absence de langage, et celles qui ont verbalisé à un âge classique : les premières exercent préférentiellement leur intelligence dans le domaine visuel, et les secondes peuvent investir le domaine langagier.

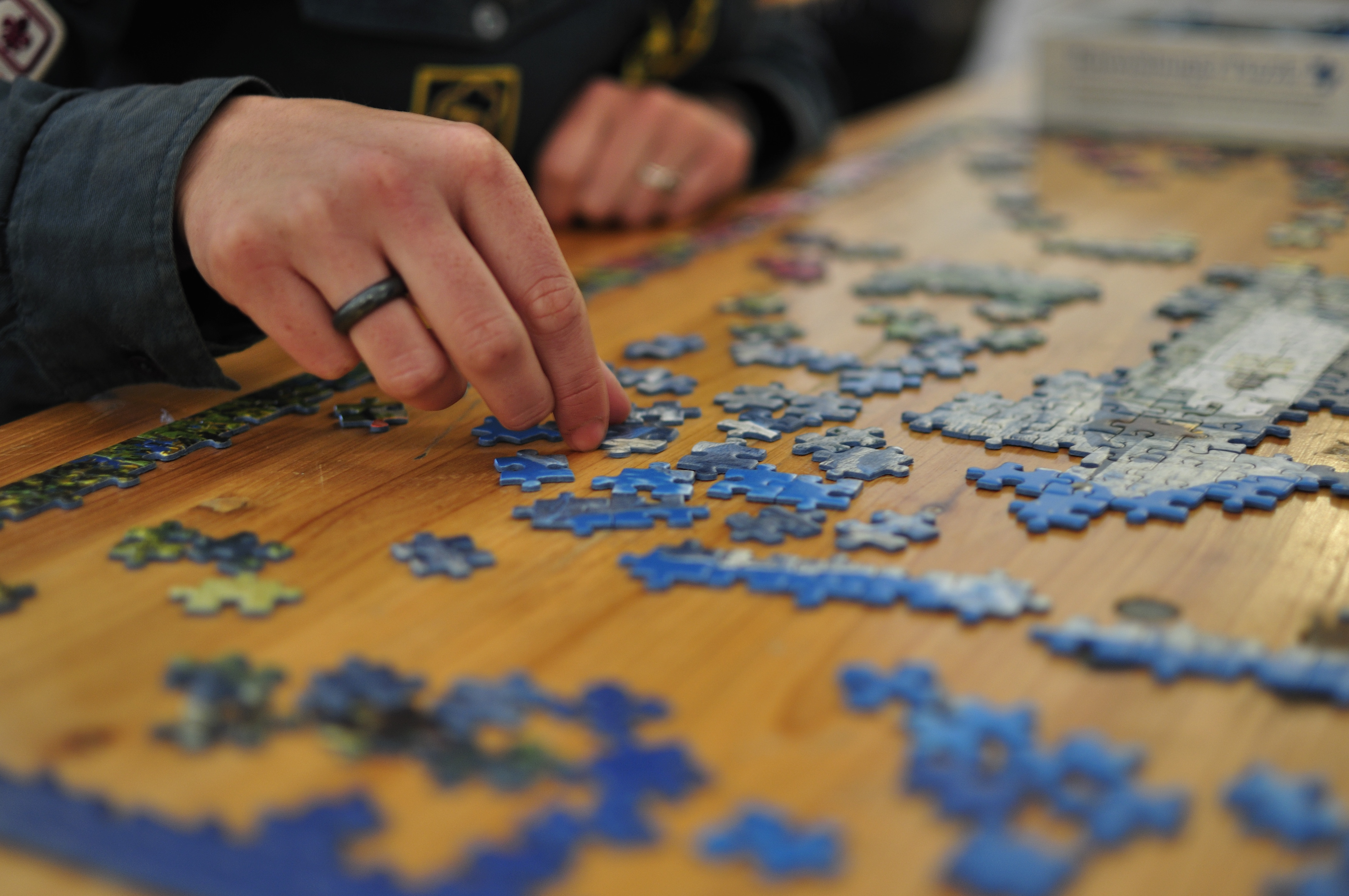
Réalisation d'un puzzle, type d'activité dans laquelle les personnes autistes sont généralement douées.

Ces personnes ont cependant toutes en commun « de réaliser des tâches cognitives à un niveau très élevé dans un domaine particulier, ce qui indique la présence d'une intelligence. Cela peut se manifester par exemple par la connaissance des lettres et des chiffres dès l'âge de 2-3 ans, ou par l'exécution, dès 3 ans, de puzzles habituellement réalisés par des enfants de 5 ans ».
Certaines personnes autistes ne comprennent pas le sens de ce qu'elles mémorisent, par exemple, des livres qu'elles lisent, ou des paroles qu'elles répètent très précisément (écholalie). La mesure qui est faite de l'intelligence d'une personne autiste est fortement dépendante de l'échelle psychométrique employée, mais aussi de la maîtrise ou non du langage. Sur l'échelle de Wechsler, mesurant les capacités de verbalisation, de raisonnement, de mémoire de travail et de vitesse de traitement, les mesures psychométriques des personnes autistes sont typiquement caractérisées par une forte hétérogénéité des scores aux différents sous-tests, avec des mesures basses dans les sous-tests faisant appel aux capacités de verbalisation, et au contraire plus hautes dans celles correspondant aux aptitudes visuo-spatiales et à la perception. Cette hétérogénéité de mesures ne se retrouve pas dans les tests psychométriques des personnes non-autistes,. Il est possible que l'utilisation de l'échelle de Wechsler conduise à une sous-estimation systématique de l'intelligence des autistes non verbaux, dans la mesure où des sous-tests font appel aux capacités de production langagière et de réponse verbale.
Au contraire, sur une mesure par les matrices progressives de Raven, test d'intelligence ne demandant pas de réponses verbales, les personnes autistes non verbales obtiennent de meilleurs résultats,. L'étude de Michelle Dawson et al. porte sur 38 enfants autistes et 24 enfants non autistes, montrant un écart moyen de 30 percentiles entre l'échelle de Wechsler et les matrices de Raven chez les enfants autistes. La reproduction de cette mesure par l'équipe allemande de Sven Bölte et al. sur 48 enfants autistes et 25 non autistes montre un écart moyen plus réduit, de l'ordre de 9 percentiles, concluant sur le même constat. Laurent Mottron explique cette différence par le fait que son étude a été menée essentiellement sur des personnes autistes prototypiques. 
Le psychologue américain Joël Schneider s'est opposé à ces conclusions, estimant dans un billet publié sur WordPress que le raisonnement permettant de conclure à une sous-estimation de l'intelligence des personnes autistes est fautif, car l'échelle de Raven ne mesure pas les mêmes capacités que l'échelle de Wechsler.

## Aspects génétiques et héréditaires
Les traits autistiques extrêmes sont substantiellement indépendants, génétiquement parlant, de la déficience intellectuelle.
D'après une étude de l'Université d'Édimbourg sur une cohorte de 10 000 personnes (2015), il existe un chevauchement entre des gènes associés à l'intelligence humaine, et des gènes associés à l'autisme,. Pour le Pr Nick Martin, « cette étude suggère que les gènes de l'autisme peuvent réellement conférer, en moyenne, un petit avantage intellectuel à ceux qui les portent, à condition qu'ils ne soient pas affectés par l'autisme ». Cette équipe constate que, même chez les personnes non-autistes, la présence de traits génétiques associés à ce trouble est, en moyenne, liée à un score légèrement meilleur aux tests cognitifs. Ce chevauchement de gènes est constaté via d'autres études (notamment une publiée dans Nature Genetics en 2015, et une seconde publiée dans molecular Psychiatry en 2016). 
L'équipe de Simon Baron-Cohen a constaté en 1997 et 1998 une fréquence plus élevée d'autisme parmi les familles de physiciens, d'ingénieurs, et de mathématiciens,, ainsi que de meilleurs résultats des parents d'enfants diagnostiqués avec un syndrome d'Asperger aux tests d'intelligence. En 2007, cette même équipe suggère un lien (de nature génétique et héréditaire) entre l'autisme et les compétences en mathématiques, l'étude de l'université Stanford en 2013 ayant associé les performances des enfants autistes en mathématiques à une structure cérébrale différente de la norme, impliquant des schémas d'activation cérébrale spécifiques dans une zone normalement associée à la reconnaissance visuelle.
Le Pr américain en biologie de l'évolution Bernard J. Crespi postule que l'autisme puisse être, à ce titre, un « trouble de l'intelligence supérieure » (Disorder of High Intelligence), appuyant son hypothèse sur le fait que « des preuves convergentes montrent que l'autisme et un QI élevé partagent un ensemble de corrélats convergents, dont une grande taille du cerveau, une croissance cérébrale rapide, des capacités sensorielles et visuelles spatiales accrues [...] ».

## Prise en compte dans le système éducatif
D'après Laurent Mottron, le meilleur mode d'accompagnement des élèves autistes consiste à ne pas être coercitif vis-à-vis des comportements répétitifs, et à évaluer la personne sur l'obtention de ses résultats et ses connaissances pures plutôt que sur sa capacité explicative et son imagination, tout en prévenant le harcèlement scolaire. Les personnes autistes accordent souvent une grande importance au pédagogue qui leur apporte de l’information.

## Militantisme

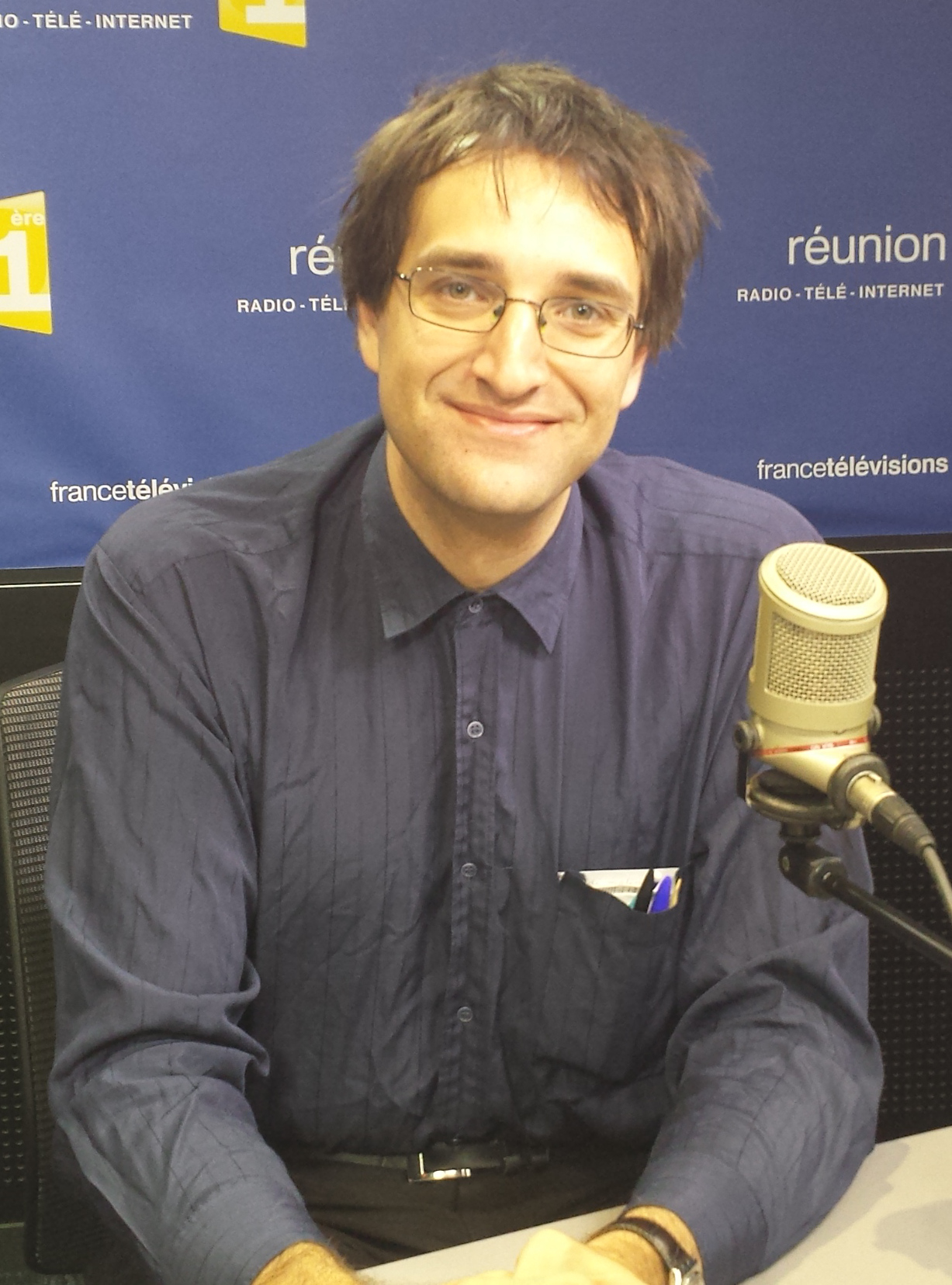
Josef Schovanec milite pour une meilleure prise en compte de l'intelligence autiste.

Plusieurs adultes autistes militent pour une meilleure prise en compte de l'intelligence autiste. Dans son ouvrage Nos intelligences multiples, publié en 2018, le docteur en philosophie et sociologie Josef Schovanec met en relation la mesure de l'intelligence autiste avec les limites des tests de quotient intellectuel basés sur la mesure des capacités liées à la maîtrise du langage. Il postule notamment que le succès de l'université allemande jusqu'au milieu du XXe siècle, en particulier dans les domaines de l'épistémologie et de la philologie, soit dû à l'intelligence autiste, de nombreux chercheurs tels que Mircea Eliade partageant des caractéristiques communes avec les personnes autistes actuellement diagnostiquées.
Dans son essai Autisme : j'accuse !, Hugo Horiot souhaite « renverser cette notion, inexacte et infamante, de déficience mentale ». Il dénonce également la pression de normalisation pesant sur les autistes, les poussant à cacher toute « anormalité » pour éviter d'être exclus.